# Yoyo, der Millionär
Yoyo, der Millionär (Originaltitel: Yoyo) ist eine französische Filmkomödie von Pierre Étaix aus dem Jahr 1965. In der ersten halben Stunde des Films, die vollständig ohne gesprochene Dialoge auskommt, spielt Étaix den reichen jungen Mann, der alleine in seinem Schloss lebt, im zweiten Teil des Films dann den Sohn des Millionärs, den Clown Yoyo.

## Handlung
In einem Schloss lebt ein gelangweilter Millionär, der ein luxuriöses, aber ereignisloses Leben führt. Neben seinem Hund umgeben ihn zahlreiche Dienstboten im Alltag. Durch Zufall trifft er eines Tages wieder auf seine Geliebte, die als Zirkus-Artistin in einem Wanderzirkus lebt. Er erfährt, dass er Vater eines Sohnes ist – von Yoyo, dem Zirkusclown.
Der Millionär verliert kurz darauf durch die Weltwirtschaftskrise seinen Wohlstand und entschließt sich, sein Leben mit der wiedergefundenen Geliebten und seinem Sohn Yoyo im Wanderzirkus zu führen – arm, aber glücklich.
Im Laufe der Jahre wird Yoyo ein erfolgreicher Clown. Er ist ehrgeizig und arbeitet darauf hin, ein Leben in Wohlstand wie sein Vater zu führen. Yoyo renoviert das mittlerweile sehr heruntergekommene Schloss seines Vaters, von dem er seit dem Besuch als kleiner Junge immer geträumt hat. Seine Eltern aber haben sich entschieden, beim Zirkus zu bleiben, und auch Yoyo merkt, dass er im Schloss nicht glücklich werden wird. In der Schlussszene verlässt er, auf einem Elefanten reitend, eine große Feier, die gerade in seinem Schloss stattfindet.

## Kritiken
„Amüsante Filmgroteske von und mit Pierre Etaix, der in Form eines modernen Schelmenromans die absurden Aspekte im Alltagsleben seiner Landsleute karikiert. Neben den Filmen von Tati das anspruchsvollste Werk französischer Filmkomik in den sechziger Jahren.“

„Viele reizende Einfälle, gute Parodien und ein tieferer Sinngehalt, aber auch unbestreitbare Längen. Für alle zwar möglich, doch erst ab frühestens 14 recht zu erfassen.“